# 長野県道103号上原猿久保線

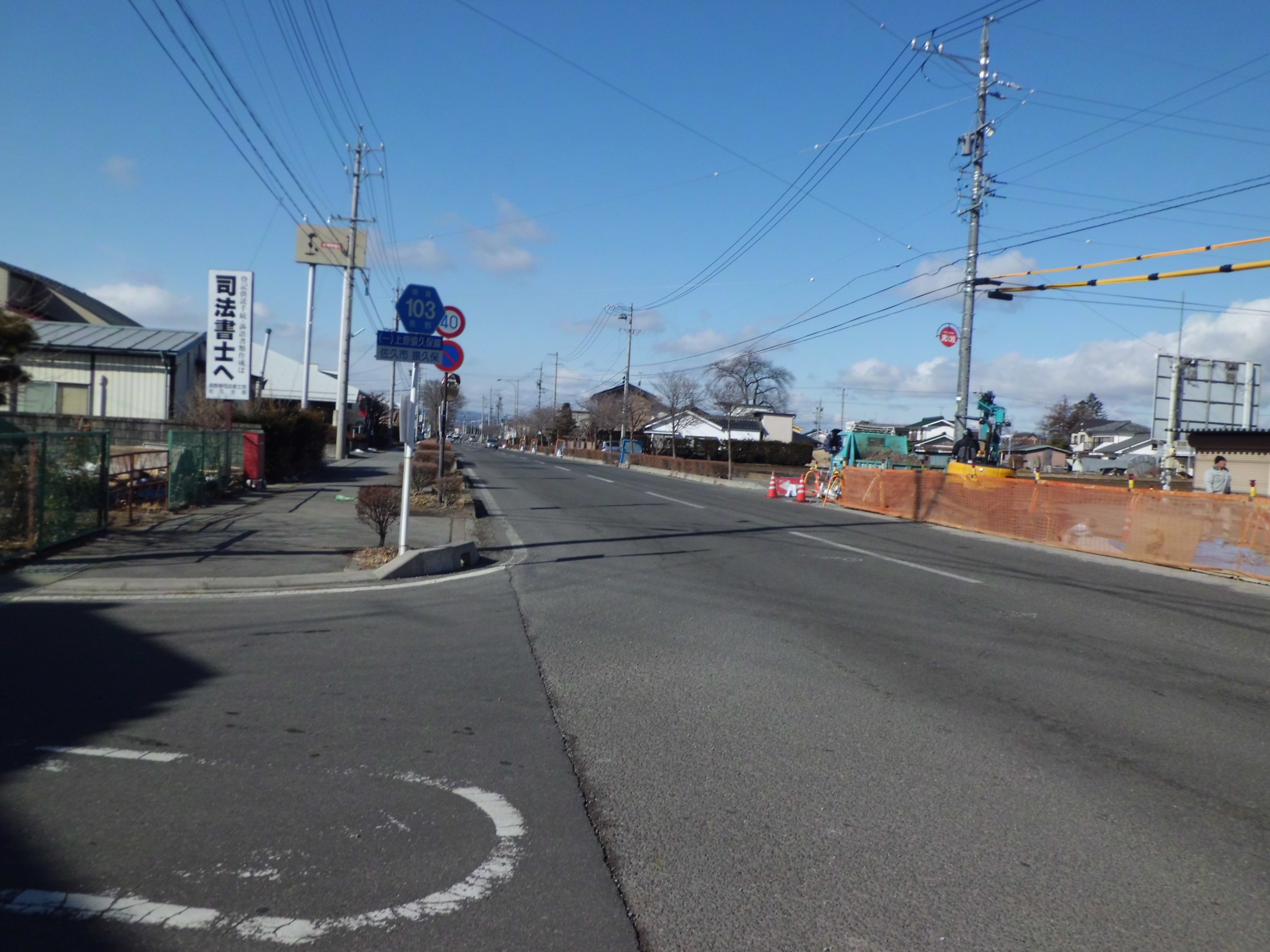
終点・佐久市猿久保駒場公園入口交差点より西を望む

長野県道103号上原猿久保線（ながのけんどう103ごう かみはらさるくぼせん）は、長野県佐久市を通る一般県道。

## 概要

### 路線データ
- 起点：佐久市大字甲字上原（上原中央、国道142号・国道254号交点）
- 終点：佐久市猿久保（駒場公園入口、長野県道138号香坂中込線交点）

## 地理

### 交差する道路
- 国道142号・国道254号（起点）
- 長野県道78号佐久小諸線（佐久市鳴瀬 - 北岩尾）
- 長野県道139号小諸中込線（佐久市・横和）
- 国道141号・国道142号（佐久市・三河田工業団地）
- 長野県道138号香坂中込線（終点）